# Île Hospital
Île Hospital est une île des Bermudes.